# 1931 у футболі
Нижче наведені футбольні події 1931 року у всьому світі.

## Національні чемпіони
- Аргентина: Бока Хуніорс
- Англія: Арсенал
- Бельгія: Антверпен
- Греція: Олімпіакос (Пірей)
- Ірландія: Шелбурн
- Ісландія: КР
- Іспанія: Атлетік (Більбао)
- Нідерланди: Аякс (Амстердам)
- Парагвай: Олімпія (Асунсьйон)
- Польща: Гарбарня (Краків)
- Угорщина: Уйпешт